# مسلمون (جنسية)
المسلمون (بالبوسنية والكرواتية والصربية: Muslimani، بالصربية السيريلية والمقدونية: Муслимани)، مصطلح كان يستخدم في جمهورية يوغسلافيا الاشتراكية الاتحادية للدلالة على السلافيين المسلمين باعتبارها أعلى من العرق الرسمي للجنسيات، وبالتالي شمل عدداً من السكان المتميزين عرقياً معظمهم من البوشناق وبعضهم من الغوراني والبوماك والمسلمين من المقدونيين. والجدير بالذكر أن «المسلمين» كانوا من المجموعات السكانية المكونة لجمهورية البوسنة والهرسك الاشتراكية. بعد تفكك يوغوسلافيا في أوائل التسعينات من القرن العشرين اعترف بهم دستورياً على أنهم عرقية البوشناق في البوسنة والهرسك، مثلما من قبل أثناء تأسيس مملكة يوغوسلافيا بعد الحرب العالمية الأولى.